# パンデリクティス
パンデリクティスは3億8000万年前のデボン紀後期、ラトビアに生息していた肉鰭綱の魚類である。四肢動物に似た大きな頭をしており、肉鰭綱とアカントステガのような原始的な四肢動物の間に存在するミッシングリンクを埋めるものと考えられている。

## 特徴

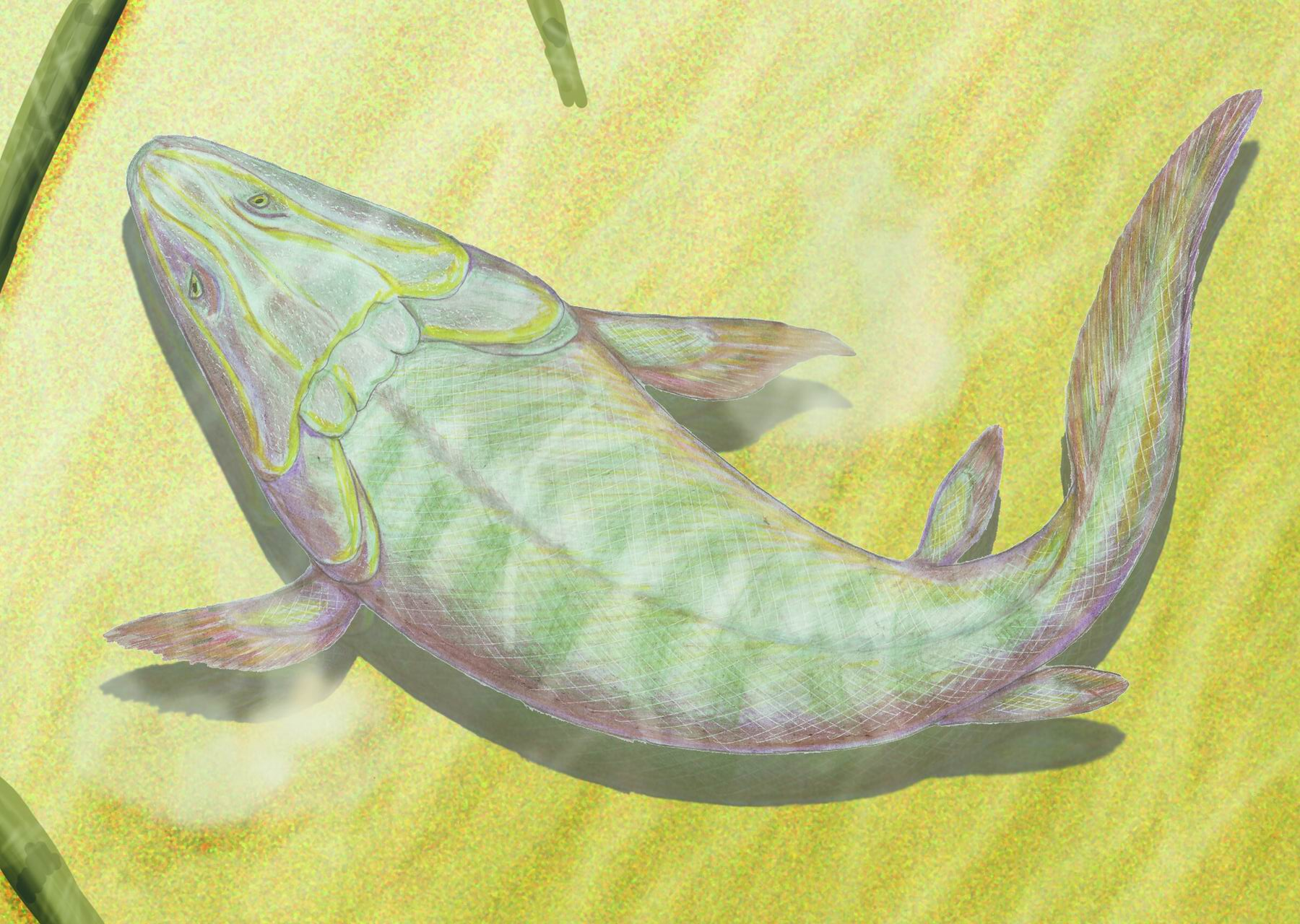
Panderichthys rhombolepis

体長90-130センチメートル。左右で対になる肉質の鰭を持つことから、魚類と四肢動物の間を繋ぐ重要な存在とみなされている。魚類から陸上で暮らす四肢動物への進化は解剖学および生理学の見地から多くの変化を必要とするものであり、特に肢を支える肢帯の構造が重要なものであった。パンデリクティスの良好な状態の化石は肢帯の構造が変化しつつあることを明確に示す貴重で重要な発見となった。
鰭から肢への変化はまず胸鰭から始まり、遅れて腹鰭が続いたことをパンデリクティスの化石は示唆している。これは陸上での生活へ適応していくにつれ、体を動かす役割が徐々に後方の付属肢（胸鰭から腹鰭、やがては前肢から後肢）へと移行していったことを示している。また胸鰭の肢帯は古い特徴を残しており、四肢動物への進化の道筋を知る上での良い見本となっている。パンデリクティスの体は浅瀬での暮らしに適した姿をしており、浅い水底を身をくねらせて動き、体を支えることができたように思われる。
パンデリクティスの肺呼吸はヒトを含めた地上で暮らす脊椎動物へと受け継がれていった。注目すべきは頭頂部の呼吸孔で、体を水底の泥に隠している間もこの穴に繋がった管を通して水を吸い込み、鰓呼吸をすることができた。この孔はやがて耳へと進化していき、管の中ではヒトの耳小骨の一つでもあるあぶみ骨が生じることになる。

## 近年の再評価
2008年にCTスキャナーを用いてパンデリクティスの化石を再調査したところ、鰭の末端に放射状に広がる4つの骨が確認された。骨はどれも短くてまだ繋がってはいなかったものの、鰭と肢の中間の様子を示している。
その一方で、2010年1月にはパンデリクティスの生息年代よりも古い3億9700万年前の堆積物から保存状態の良好な四肢動物の足跡の化石がポーランドで見つかったとネイチャーが報じ、パンデリクティスが進化に取り残された「遅い時代の生き残り」であることが判った。足跡の発見は、化石記録からは魚から四肢動物への変化の様子を知ることはできるが、それが起きた年代を正確に示しているとは限らないことを示唆しており、四肢動物への進化を促した環境の要素についても見直しを迫るものとなった。

## 関連項目

デボン紀後期の脊椎動物の種形成。エウステノプテロン （:en:Eusthenopteron）のような鰭を持った魚の子孫による適応の順序を示す。
- 浅瀬の泥地に適していたパンデリクティス （:en:Panderichthys）
- 陸に上がることができる肢のような鰭を持ったティクターリク （:en:Tiktaalik）
- 植物の茂った湿地にいる初期の四肢動物の例。
- 八本指の足を持っていたアカントステガ （:en:Acanthostega）
- 肢を持っていたイクチオステガ （:en:Ichthyostega）
シーラカンス（:en:coelacanth）のように鰭を持った魚もまた子孫に含まれる。